# Pikelinia brevipes
Espèce
Synonymes
- Filistata brevipes Keyserling, 1883
- Kukulcania brevipes (Keyserling, 1883)

Pikelinia brevipes est une espèce d'araignées aranéomorphes de la famille des Filistatidae.

## Distribution
Cette espèce est endémique du Pérou.

## Description
La femelle holotype mesure 3,7 mm.

## Systématique et taxinomie
Cette espèce a été décrite sous le protonyme Filistata brevipes par Keyserling en 1883. Elle a été placée dans le genre Kukulcania par Lehtinen en 1967 puis dans le genre Pikelinia par Magalhaes et Ramírez en 2019.

## Publication originale
- Keyserling, 1883 : Neue Spinnen aus Amerika. IV.  Verhandlungen der Kaiserlich-Königlichen Zoologisch-Botanischen Gesellschaft in Wien, vol. 32, p. 195-226 (texte intégral).